# Pierre Bézier
Pierre Étienne Bézier (1. září 1910 Paříž – 25. listopadu 1999 Paříž) byl francouzský inženýr, konstruktér a matematik, od roku 1933 zaměstnanec automobilky Renault. V polovině 20. století patentoval a popularizoval model křivky, která dnes nese jeho jméno (viz Bézierova křivka).

## Životopis
Pierre Étienne Bézier pocházel z inženýrské rodiny. V roce 1930 vystudoval École Nationale Supérieure d'Arts et Métiers, v témže roce nastoupil na École Supérieure d'Électricité druhého stupně v oblasti elektrotechniky. V letech 1933–1975 pracoval ve společnosti Renault.
Začátkem šedesátých let se zde stává vedoucím konstrukčního oddělení, v této době se také zabývá způsobem, jak zjednodušit výrobu automobilů (především jejich karoserie). Pokouší se pro navrhování použít počítače, což ho přivádí k nutnosti matematicky definovat křivku, která by se pro tento účel dala použít.
V letech 1968–1979 byl rovněž profesorem na Conservatoire national des arts et métiers. Se souhlasem jeho rodiny byla roku 2007 zřízena cena "The Pierre Bézier Award for Solid, Geometric and Physical Modeling and Applications".

## Bézierova křivka

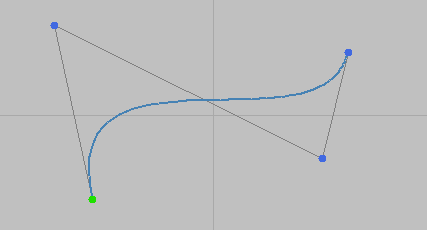
Bézierova křivka

U zrodu Bézierovy křivky stál ve skutečnosti už Paul de Faget de Casteljau (1930–2022), zaměstnanec konkurenční automobilky Citroën. Na rozdíl od de Casteljaua však Bézier své poznatky publikoval a později popularizoval, proto nese tato křivka jméno právě po něm.
V současné době se Bézierova křivka hojně používá ve vektorové grafice (CorelDRAW, Adobe Illustrator) a v počítačem podporované projektování (CAD). Je také standardní křivkou v jazyce PostScript, stejně tak většina fontů TrueType je definována právě pomocí Bézierovy křivky.
Křivku lze charakterizovat těmito vlastnostmi:
- křivka prochází počátečním a koncovým bodem řídícího polygonu
- křivka se v počátečním bodě dotýká první hrany řídícího polygonu a v koncovém bodě poslední hrany řídícího polygonu
- leží-li všechny řídící body na jedné přímce, potom se křivka stává úsečkou
- vliv řídícího bodu na křivku je globální – posune-li se jeden bod, změní se celá křivka
- přidání dalších bodů uvnitř řídícího polygonu umožní lépe vystihnout požadovaný tvar (zvyšuje se však náročnost na výpočet)